# جول الشيخ (حجر)
'

تعديل مصدري - تعديل

جول الشيخ هي إحدى قرى عزلة الصداره بمديرية حجر التابعة لمحافظة حضرموت، بلغ تعداد سكانها 119 نسمة حسب تعداد اليمن لعام 2004.